# Black Seeds of Vengeance
Black Seeds of Vengeance är ett studioalbum av Nile, utgivet 5 september 2000 av skivbolaget Relapse Records. Black Seeds of Vengeance är det första albumet i Niles diskografi där Karl Sanders i den medfölgande booklet förklarar konceptet och teman bakom varje låt.

## Låtlista
1. "Invocation of the Gate of Aat-Ankh-es-en-Amenti" (instrumental) – 0:43
2. "Black Seeds of Vengeance" – 3:36
3. "Defiling the Gates of Ishtar" – 3:38
4. "The Black Flame" – 3:22
5. "Libation Unto the Shades Who Lurk in the Shadows of the Temple of Anhur" (instrumental) – 1:32
6. "Masturbating the War God" – 5:41
7. "Multitude of Foes" – 2:10
8. "Chapter for Transforming into a Snake" – 2:26
9. "Nas Akhu Khan she en Asbiu" – 4:16
10. "To Dream of Ur" – 9:07
11. "The Nameless City of the Accursed" – 2:51
12. "Khetti Satha Shemsu" – 3:33

- Text: Karl Sanders (spår 2–4, 6, 8–10, 12), Dallas Toler-Wade (spår 7)
- Musik: Karl Sanders (spår 1–6, 8–12), Dallas Toler-Wade (spår 7)

## Medverkande
Musiker (Nile-medlemmar)
- Karl Sanders – sång, gitarr, keyboard
- Dallas Toler-Wade – sång, gitarr
- Chief Spires – sång, basgitarr
- Derek Roddy – trummor, sång

Bidragande musiker
- Pete Hammoura – sång, trummor (spår 10)
- Ross Dolan – sång (spår 12)
- Gary Jones – sång (spår 3, 6, 12)
- Scott Wilson – ledsång (spår 10), bakgrundssång (spår 12)
- Bob Moore – sång (spår 12)
- Boz Porter – sång (spår 3)
- Gyuto Drukpa Tibetan Monks – körsång (spår 4)
- Aly et Maher el Helbney – andetag (på "The Nameless City of the Accursed")
- Mohammed el Hebney – förhöjt skrik (på "Khetti Satha Shemsu")
- Mostafa Abd el Aziz – arghul (spår 1)

(Uppsättningen är tagen ur albumets häfte, Nile säger där att Derek Roddy var huvudtrummisen och Pete Hammoura gästade albumet i låten "To Dream of Ur".)
Produktion
- Karl Sanders – producent
- Bob Moore – producent, ljudtekniker, ljudtekniker
- Dave Shirk – mastering
- Wes Benscoter – omslagskonst
- Adam Peterson – grafik, illustrationer